# Ogasawara Keisuke
Ogasawara Keisuke (sinh ngày 7 tháng 6 năm 1996) là một cầu thủ bóng đá người Nhật Bản.

## Sự nghiệp câu lạc bộ
Ogasawara Keisuke hiện đang chơi cho Roasso Kumamoto.